# Aloe eremophila
Aloe eremophila é uma espécie de liliopsida do gênero Aloe, pertencente à família Asphodelaceae.